# Hacks
Hacks è una serie televisiva ideata da Lucia Aniello, Paul W. Downs e Jen Statsky che ha debuttato su HBO Max il 13 maggio 2021. In Italia è arrivata su Netflix il 15 febbraio 2024.

## Trama
Deborah Vance è una leggendaria comica di Las Vegas, ma i produttori decidono di ridurre il numero dei suoi spettacoli perché preferiscono attirare un pubblico più giovane. Ava Daniels è una sceneggiatrice ventenne vittima di "cancel culture" dopo un suo tweet particolarmente problematico. A dispetto delle loro differenze, le due donne uniscono le forze per cercare di tornare sulla cresta dell'onda.

## Episodi
| Stagione         | Episodi | Prima TV USA | Prima TV Italia |
| ---------------- | ------- | ------------ | --------------- |
| Prima stagione   | 10      | 2021         | 2024            |
| Seconda stagione | 8       | 2022         | 2024            |
| Terza stagione   | 9       | 2024         | inedita         |
| Quarta stagione  | 10      | 2025         | inedita         |

## Personaggi e interpreti

### Principali
- Deborah Vance (stagioni 1-in corso), interpretata da Jean Smart, doppiata da Antonella Giannini.
Leggendaria comica con oltre duemila spettacoli a Las Vegas alle spalle.
- Ava Daniels (stagioni 1-in corso), interpretata da Hannah Einbinder, doppiata da Rossa Caputo.
Autrice di testi comici alla disperata ricerca di un lavoro.
- Marcus (stagioni 1-in corso), interpretato Carl Clemons-Hopkins, doppiato da Andrea Mete.
Collaboratore di Deborah.
- Jimmy LuSaque Jr. (stagioni 3-in corso, ricorrente stagioni 1-2), interpretato da Paul W. Downs, doppiato da Daniele Giuliani.
Agente di Deborah e Ava.
- Kayla Schaefer (stagioni 3-in corso, ricorrente stagioni 1-2), interpretata da Megan Stalter, doppiata da Irene Trotta.
Assistente di Jimmy.
- Josefina (stagioni 3-in corso, ricorrente stagioni 1-2), interpretata da Rose Abdoo, doppiata da Laura Romano.
Governante di Deborah.
- Damien (stagioni 3-in corso, ricorrente stagioni 1-2), interpretato da Mark Indelicato, doppiato da Stefano Broccoletti.
Assistente personale di Deborah.

### Ricorrenti
- Deborah "DJ" Vance Jr. (stagioni 1-in corso), interpretata da Kaitlin Olson, doppiata da Francesca Manicone.
Figlia di Deborah.
- Marty Ghilain (stagioni 1-in corso), interpretato da Christopher McDonald, doppiato da Saverio Indrio.
Amministratore esecutivo del Palmetto Casino.
- Taylor (stagioni 1-2), interpretata da Ally Maki, doppiata da Annalisa Usai.
Regista amica di Ava.
- Kiki (stagioni 1-in corso), interpretata da Poppy Liu, doppiata da Isabella Benassi.
Croupier a Las Vegas.
- Wilson (stagioni 1-in corso), interpretato da Johnny Sibilly, doppiato da Gabriele Vender.
Idraulico.
- Robin (stagioni 1-in corso), interpretata da Angela Elayne Gibbs, doppiata da Barbara Castracane.
Madre di Marcus.
- Loretta (stagioni 1-in corso), interpretata da Luenell, doppiata da Sonia Scotti.
Amica di Robin.
- Ruby Rojas (stagioni 1-in corso), interpretata da Lorenza Izzo, doppiata da Valentina Favazza.
Ex ragazza di Ava.
- Ray (stagioni 1-in corso), interpretato da Joe Mande, doppiato da Simone Crisari.
Manager dell'hotel al Palmetto.
- Nina Daniels (stagioni 1-in corso), interpretata da Jane Adams, doppiata da Maria Adele Cinquegrani.
Madre di Ava.
- Jo Pezzimenti (stagioni 1-in corso), interpretata da Lauren Weedman.
La sindaca di Las Vegas.

## Produzione
Nel maggio 2020 HBO Max annunciò una nuova serie con Jean Smart nel ruolo della protagonista. Il casting aggiuntivo è stato annunciato nel febbraio 2021. A causa della pandemia di COVID-19, gli attori hanno tenuto letture del copione su Zoom, non ci sono state feste del cast durante la produzione e le star Smart e Clemons-Hopkins non si sono nemmeno incontrati di persona fino a pochi minuti prima dell'inizio delle riprese.
Nel giugno 2021 HBO Max ha rinnovato la serie per una seconda stagione e al cast si sono aggiunti Laurie Metcalf, Martha Kelly e Ming-Na Wen in ruoli ricorrenti e Margaret Chocome come guest star.  Nel giugno 2022, HBO Max ha rinnovato la serie per una terza stagione. Nel settembre 2022, gli showrunner hanno rivelato che sarebbe avvenuto un salto temporale tra la seconda e la terza stagione. A febbraio 2023, le riprese della terza stagione sono state interrotte temporaneamente a causa di un intervento al cuore dell'attrice protagonista Jean Smart.

## Distribuzione
I primi due episodi della serie sono stati pubblicati sulla piattaforma streaming HBO Max il 13 maggio 2021.

## Accoglienza

### Critica
Hacks è stato accolto molto positivamente dalla critica. Sull'aggregatore di recensioni Rotten Tomatoes Hacks ha ottenuto il 100% delle recensioni professionali positive, con un voto medio di 8,3/10 basato su 74 recensioni. Su Metacritic ha un punteggio di 82 su 100 basato su 25 recensioni.

## Riconoscimenti
- 2021 - Premio Emmy
  - Candidatura per la miglior serie commedia
  - Migliore attrice protagonista in una serie commedia a Jean Smart
  - Candidatura per il miglior attore non protagonista in una serie commedia a Carl Clemons-Hopkins
  - Candidatura per la migliore attrice non protagonista in una serie commedia a Hannah Einbinder
  - Miglior regia in una serie commedia a Lucia Aniello per l'episodio There Is No Line
  - Miglior sceneggiatura in una serie commedia a Lucia Aniello, Paul W. Downs e Jen Statsky per l'episodio There Is No Line
- 2022 - Golden Globe
  - Miglior serie commedia o musicale
  - Miglior attrice in una serie commedia o musicale a Jean Smart
  - Candidatura per la miglior attrice in una serie commedia o musicale a Hannah Einbinder
- 2022 - Premio Emmy
  - Candidatura per la miglior serie commedia
  - Candidatura per la migliore attrice protagonista in una serie commedia a Jean Smart
  - Candidatura per la migliore attrice non protagonista in una serie commedia a Hannah Einbinder
  - Candidatura per la miglior regia in una serie commedia a Lucia Aniello per l'episodio There Will Be Blood
  - Candidatura per la miglior sceneggiatura in una serie commedia a Lucia Aniello, Paul W. Downs e Jen Statsky per l'episodio The One, The Only